# SPAD S.XIII
SPAD XIIIC1 – francuski samolot myśliwski z okresu I wojny światowej.

## Historia
W związku z sukcesami jakie odnosił w walkach samolot myśliwski SPAD VII produkowany przez wytwórnię Société (anonyme) Pour L’Aviation et ses Dérivés jej główny konstruktor inż. Louis Béchereau postanowił zwiększyć jeszcze ich siłę ognia poprzez zamontowanie w miejsce karabinu maszynowego działka Puteaux kal. 37 mm. Działko miało być zamontowane pomiędzy blokami cylindrów silnika i ładowane ręcznie przez pilota. Tak zaprojektowany samolot otrzymał oznaczenie SPAD XIIC1, nie zdał on jednak egzaminu z uwagi na duży odrzut działka o skróconej lufie, silnym drganiom konstrukcji samolotu oraz dym wypełniający kabinę po strzale. Po wyprodukowaniu około 300 egzemplarzy tego samolotu zrezygnowano z jego produkcji.
Wtedy zaczęto pracę nad nowym samolotem, który miał być uzbrojony w 2 karabiny maszynowe, była to nieco powiększona wersja samolotu SPAD VII. Tak opracowany samolot został oznaczony jako SPAD XIIIC1.
Budowę prototypu samolotu SPAD XIIIC1 rozpoczęto pod koniec 1916 roku a zakończono w 1917, oblot prototypu nastąpił 4 marca 1917 roku. Podczas  prób w locie samolot wykazywał dobre właściwości pilotażowe oraz rozwijał założone osiągi. Bardzo ważną cechą była łatwość jego pilotażu, co wynikało z odejścia od zastosowania silnika rotacyjnego na rzecz nieco cięższego silnika widlastego, chłodzonego cieczą. Nie występowała asymetria cech pilotażowych, co tak dawało się we znaki młodym pilotom w maszynie Sopwith Camel. Samolot miał dość mocną konstrukcję, nie był tak "kruchy" jak Nieuporty (np. Nieuport 11).
W związku z dużym zapotrzebowaniem na tego typu samoloty już w maju 1917 rozpoczęto jego produkcję seryjną, która trwała do zakończenia I wojny światowej. Łącznie w kilku francuskich wytwórniach lotniczych wyprodukowano aż 8472 samoloty SPAD XIIIC1.

## Użycie
Od momentu rozpoczęcia produkcji seryjnej były one wprowadzane do trzonu lotnictwa państw sprzymierzonych. Do końca I wojny światowej znalazły się on na wyposażeniu 81 francuskich eskadr myśliwskich, 15 eskadr amerykańskiego Korpusu Ekspedycyjnego w Europie, 2 eskadr włoskich, 1 eskadry belgijskiej. Samolotami tymi dysponowały również Japonia, Turcja, Czechosłowacja i ZSRR.
Na samolotach SPAD XIIIC1 latali najlepsi piloci wojsk sprzymierzonych, w tym najskuteczniejszy francuski pilot myśliwski I wojny światowej kpt. René Fonck, który zestrzelił 75 samolotów wroga czy amerykański pilot myśliwski kpt. Edward Rickenbacker, który zestrzelił 26 samolotów przeciwnika.

## Użycie w lotnictwie polskim
W 1919 roku przebywająca we Francji polska misja lotnictwa wojskowego gen. Jana Romera zainteresowała się samolotem SPAD XIIIC1 i zakupiła 40 samolotów tego typu. Dostawa mocno się przeciągała. Pierwsze 18 Spadów 13 trafiły do Polski w sierpniu 1920 roku. Po montażu przekazano część z nich 19 eskadrze myśliwskiej, która od 25 września działała na Froncie Litewsko-Białoruskim. W wyniku dużej aktywności eskadry w działaniach bojowych utracono trzy Spady. Ostatni lot bojowy wykonała 19 eskadra myśliwska 13 października atakując Mińsk.
Do połowy listopada zmontowano kolejnych 12 Spadów XIIIC1. Zasiliły one 18 eskadrę myśliwską (przemianowana 19 em).
Pojedyncze Spady XIIIC1 trafiły do 1 i 14 eskadry wywiadowczej, które włączono do organizującego się w Krakowie 2 pułku lotniczego.
W 1921 roku w związku z unifikacją sprzętu samoloty SPAD XIIIC1 zostały skierowane do 18 eskadry myśliwskiej, a pozostałe zostały skierowane do eskadr treningowych pułków lotniczych: 1, 2, 5 i 11 pułku myśliwskiego. Znalazły się również w Centrum Wyszkolenia Oficerów Lotnictwa w Dęblinie.
Samoloty SPAD XIIIC1 w eskadrach myśliwskich używany był do 1923 roku, a w eskadrach treningowych do 1924 roku.

## Opis konstrukcji
Samoloty SPAD XIIIC1 był jednomiejscowym samolotem myśliwskim w układzie dwupłata o konstrukcji drewnianej. Podwozie klasyczne – stałe.
Kadłub miał konstrukcję kratownicową oraz płaty dwudźwigarowe kryte płótnem. Lotki znajdowały się tylko na górnym płacie. Płat górny podparty był piramidką. Komorę płatów usztywniono rozpórkami i cięgnami. Z przodu kadłuba znajdowała się chłodnica czołowa połączona z silnikiem, z otworem w środku na wał śmigła.
Podwozie klasyczne, dwugoleniowe z osią niepodzielną i amortyzatorami gumowymi, stałe.
Napęd stanowił silnik widlasty 8-cylindrowy Hispano-Suiza 8Be, śmigło dwułopatowe, drewniane.